# 2005년 뉴욕 영화제
제43회 뉴욕 영화제는 2005년 8월 23일에 열린 시상식이다.

## 수상 (비경쟁)

### 장편 상영작
- 플루토에서 아침을 - 닐 조던
- Avenge But One of My Two Eyes
- 버블 - 스티븐 소더버그
- 카포티 - 베넷 밀러
- 라자레스쿠씨의 죽음 - 크리스티 푸이유
- 더 차일드 - 장 피에르 다르덴
- 가브리엘 - 파트리스 쉐로
- 나의 이름은 - 도로타 케드지에르자브스카
- 만덜레이 - 라스 폰 트리에
- 메타도니아 - 또 다른 중독 - 마이클 네그로폰테
- 천국을 향하여 - 하니 아부 아사드
- 그때 그사람들 - 임상수
- 평범한 연인들 - 필립 가렐
- 행복 - 보단 슬라마
- 오징어와 고래 - 노아 바움백
- 더 선 - 알렉산더 소쿠로프
- 친절한 금자씨 - 박찬욱
- 극장전 - 홍상수
- 쓰리 타임즈 - 허우 샤오시엔
- Through the Forest
- 수탉과 황소 이야기
- 카뮈 따윈 몰라
- 여행자 - 미켈란젤로 안토니오니

### 단편 상영작
- 쉿! - Sameh Zoabi
- Blue Tongue - Justin Kurzel
- Cigarette Break - Ralf Stadler
- Heydar, An Afghan in Tehran - Babak Jalali
- Lal - Dirk Schaefer
- Motion Report - Verica Patrnogic
- Machulenco - David Blanco
- Snow - Emily Greenwood
- Solidarity - Joan Stein
- Stop! - 마디스 게이스케스
- Truant - Michael Duignan
- 빅토리아 파라 치노 - 캐리 후쿠나가
- Your Dark Hair Ihsan - Tala Hadid